# Дружное (Крым)
Дру́жное (до 1948 года Джафе́р-Берды́; укр. Дружне, крымскотат. Cafer Berdi, Джафер Берди) — село в Симферопольском районе Республики Крым, входит в состав Трудовского сельского поселения (согласно административно-территориальному делению Украины — Трудовского сельского совета Автономной Республики Крым).

## Население
| 2001 | 2014 |
| ---- | ---- |
| 310  | ↘169 |

Всеукраинская перепись 2001 года показала следующее распределение по носителям языка:
| Язык             | Процент |
| ---------------- | ------- |
| крымскотатарский | 60,97   |
| русский          | 33,23   |
| украинский       | 4,52    |
| другие           | 1,3     |

### Динамика численности
- 1805 год — 170 чел[11].
- 1864 год — 17 чел[12].
- 1887 год — 91 чел[13].
- 1892 год — 39 чел[14].
- 1902 год — 91 чел[15].
- 1915 год — 0/121 чел[16][17].
- 1926 год — 174 чел[18].
- 1939 год — 234 чел[19].
- 1989 год — 176 чел[19].
- 2001 год — 310 чел[20].
- 2009 год — 216 чел[21].
- 2014 год — 169 чел[22].

## Современное состояние
На 2018 год в Дружном, согласно КЛАДР, 12 улиц и 2 переулка, при этом на Яндекс.Карты показывают 3 улицы, площадь, занимаемая селом, 38,8 гектара, на которой в 100 дворах, по данным сельсовета на 2009 год, числилось 216 жителей, связано автобусным сообщением с Симферополем.

## География

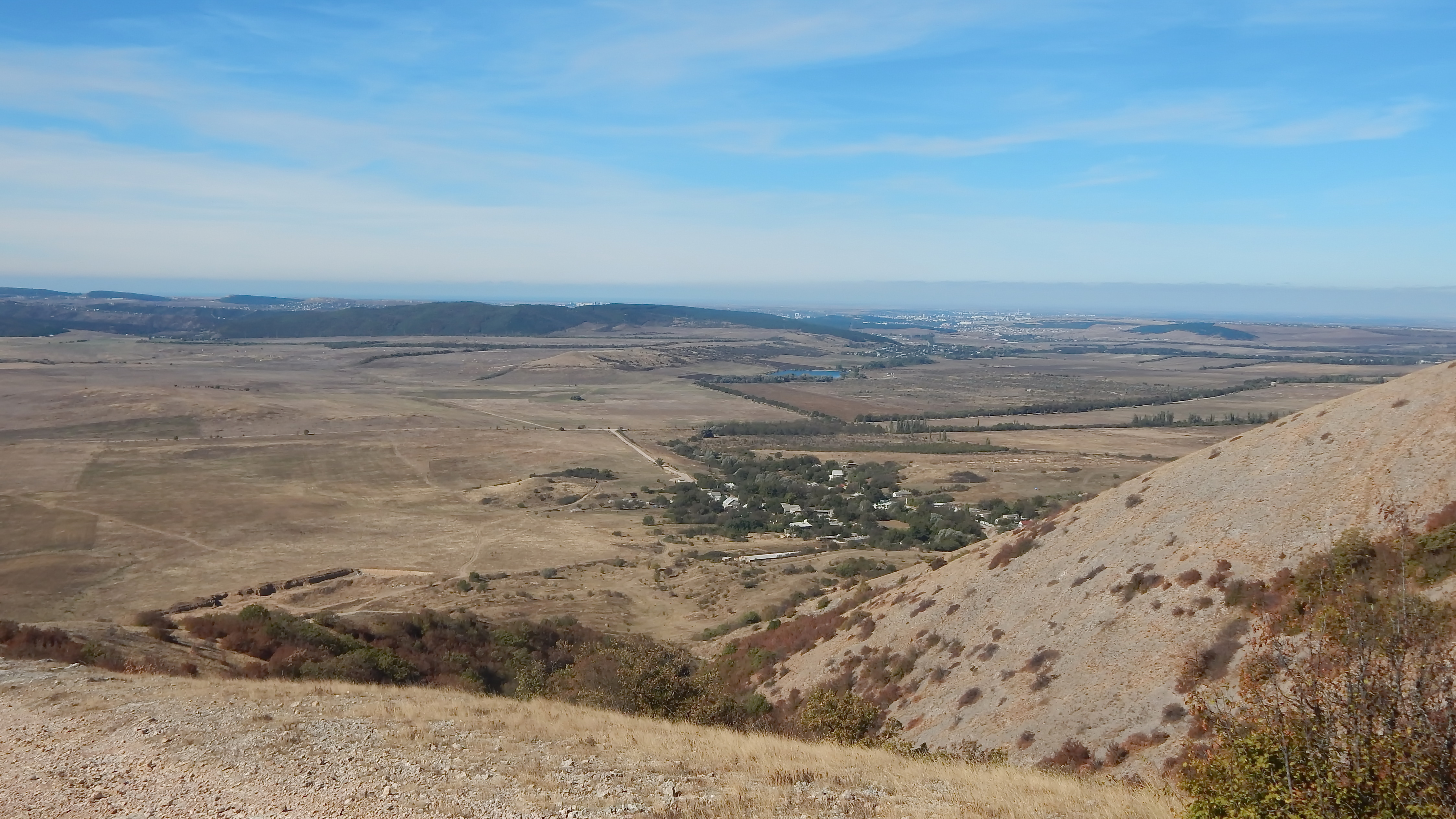
Вид на село Дружное с отрогов Долгоруковской яйлы

Село Дружное расположено на юго-востоке района, в 23 километрах от Симферополя, в верховьях реки Малый Салгир, правого притока Салгира, в пределах Внутренней гряды Крымских гор, высота центра села над уровнем моря 369 м; соседние сёла: Денисовка — в 5 километрах западнее, ниже по долине и в 5 км к югу — Перевальное. Транспортное сообщение осуществляется по региональной автодороге Н506 (по украинской классификации С-0-11310).

## Название
Существует версия, что название Джафар-Берды было дано селению по имени хана Золотой орды Джаббар-Берди, якобы, выросшего в этих краях.

## История
Первое документальное упоминание села встречается в Камеральном описании Крыма 1784 года, судя по которому, в последний период Крымского ханства Джафер Берды входил в Ехары Ичкийскийкадылык Акмечетского каймаканства. После присоединения Крыма к России (8) 19 апреля 1783 года, (8) 19 февраля 1784 года, именным указом Екатерины II сенату, на территории бывшего Крымского Ханства была образована Таврическая область и деревня была приписана к Симферопольскому уезду. После Павловских реформ, с 1796 по 1802 год, входила в Акмечетский уезд Новороссийской губернии. По новому административному делению, после создания 8 (20) октября 1802 года Таврической губернии, Джафар-Берды был включён в состав Аргинскои волости Симферопольского уезда.
По Ведомости о всех селениях в Симферопольском уезде состоящих с показанием в которой волости сколько числом дворов и душ… от 9 октября 1805 года, в деревне Джаафарберды числилось 29 дворов и 170 жителей, исключительно крымских татар. На военно-топографической карте 1817 года обозначен Джапар бердю с 23 дворами. После реформы волостного деления 1829 года Джефер-Берды, согласно «Ведомости о казённых волостях Таврической губернии 1829 года», отнесли к Эскиординской волости. На карте 1836 года в деревне 31 двор, а на карте 1842 года в Джаферберды обозначено 33 двора.
В 1860-х годах, после земской реформы Александра II, деревню приписали к Зуйской волости. Согласно «Памятной книжке Таврической губернии за 1867 год», деревня Джефер берда была покинута жителями в 1860—1864 годах, в результате эмиграции крымских татар, особенно массовой после Крымской войны 1853—1856 годов, в Турцию и оставалась в развалинах. В «Списке населённых мест Таврической губернии по сведениям 1864 года», составленном по результатам VIII ревизии 1864 года, Джефер-Берды — татарская деревня с 5 дворами, 17 жителями и мечетью (на трёхверстовой карте 1865—1876 года в деревне Джафер-Берды 11 дворов).
В «Памятной книге Таврической губернии 1889 года» по результатам Х ревизии 1887 года записан Джапар берды с 17 дворами и 91 жителем. На подробной карте 1894 года в Джафар-Берды — 12 дворов с русским населением.
После земской реформы 1890 года Джефер-Берды отнесли к Подгородне-Петровской волости. По «…Памятной книжке Таврической губернии на 1892 год» в деревне Джефер-Берды, входившей Чавкинское сельское общество, числилось 39 жителей в 8 домохозяйствах. По «…Памятной книжке Таврической губернии на 1902 год» в деревне Джефер-Берды, входившей в Чавкинское сельское общество, числился 91 житель в 16 домохозяйствах. По Статистическому справочнику Таврической губернии. Ч.II-я. Статистический очерк, выпуск шестой Симферопольский уезд, 1915 год, в деревне Джефер-Берды Подгородне-Петровской волости Симферопольского уезда числилось 18 дворов со смешанным населением без приписных жителей, но со 121 — «посторонним», из которых 60 мужчин и 61 женщина. Жители землёй не владели, в хозяйствах имелось 50 лошадей, 35 коров и 10 голов мелкого скота.
После установления в Крыму Советской власти, по постановлению Крымревкома от 8 января 1921 года была упразднена волостная система и село включили в состав Подгородне-Петровского района Симферопольского уезда, а в 1922 году уезды получили название округов. 11 октября 1923 года, согласно постановлению ВЦИК, в административное деление Крымской АССР были внесены изменения, в результате которых был ликвидирован Подгородне-Петровский район и образован Симферопольский и Джефер-Берды включили в его состав. Согласно Списку населённых пунктов Крымской АССР по Всесоюзной переписи 17 декабря 1926 года, в селе Джефар-Берды, Шумхайского сельсовета Симферопольского района, числилось 32 двора, из них 30 крестьянских, население составляло 174 человека, из них 162 русских, 10 украинцев, 2 грека, действовала русская школа. По результатам переписи населения 1939 года в селе проживало 234 человека. В период оккупации Крыма, 9 и 10 декабря 1943 года, в ходе операций «7-го отдела главнокомандования» 17 армии вермахта против партизанских формирований, была проведена операция по заготовке продуктов с массированным применением военной силы, в результате которой село Джафар-Берды было сожжено и все жители вывезены в Дулаг 241.
В 1944 году, после освобождения Крыма от фашистов, 12 августа 1944 года было принято постановление № ГОКО-6372с «О переселении колхозников в районы Крыма» и в сентябре 1944 года в район приехали первые новосёлы (214 семей) из Винницкой области, а в начале 1950-х годов последовала вторая волна переселенцев из различных областей Украины. С 25 июня 1946 года Джефер-Берды в составе Крымской области РСФСР. Указом Президиума Верховного Совета РСФСР от 18 мая 1948 года, Джефер-Берды переименовали в Дружное. 26 апреля 1954 года Крымская область была передана из состава РСФСР в состав УССР. До 1958 года Дружное входило в Строгановский сельсовет, с 1958 года — во вновь образованный Денисовский.
Указом Президиума Верховного Совета УССР «Об укрупнении сельских районов Крымской области», от 30 декабря 1962 года Симферопольский район был упразднён и Дружное присоединили к Бахчисарайскому. 1 января 1965 года, указом Президиума ВС УССР «О внесении изменений в административное районирование УССР — по Крымской области», вновь включили в состав Симферопольского. В 1975 году был образован Трудовский совет, в который включили село. По данным переписи 1989 года в селе проживало 176 человек. С 12 февраля 1991 года село в восстановленной Крымской АССР, 26 февраля 1992 года переименованной в Автономную Республику Крым. С 21 марта 2014 года в составе Крыма аннексировано Россией.